# 朝山日乗
朝山 日乗（あさやま にちじょう、生年不詳 - 天正5年9月15日（1577年10月26日））は、戦国時代の日蓮宗の僧である。
後奈良天皇から日乗上人の号を賜ったという。朝山は名字であるとする説が多数であるが、「ちょうざん」という法名であるという説もある。諱は善茂。別の号に典済、または典斎もある。

## 生涯
前半生については良く分かっていない。
子孫が18世紀頃にまとめた『朝山系図』では、出雲国朝山郷の領主で尼子氏に仕え、朝山善茂を称していたが、主君に背いて毛利氏のもとに逃れたとされる。また『兼右卿記』では「作州（美作国）朝山」の出であるという記述もある。『地下家伝』巻21朝山家の項目では、大伴氏の子孫を称する朝山慶綱の次男として生まれ、兄の左衛門尉の自殺により家督を継いだが、思うところがあって朝山郷を捨て京に上ったという。
『フロイス日本史』では以下のような経歴を記している。
| 「 | 彼には妻子があったが、貧乏のため彼女に離縁状を与えたのはそう幾年も前のことではなかった。ついで彼は兵士となり、その職にあって幾多の侵略とか殺人の罪を犯し、それらの犯罪による恐怖心から、衣服を変えはしたが習慣を変えようとはしなかった。そこで彼は羊の皮を着、僧侶となって国から国へと遍歴した。そして彼は尼子の国主に叛逆を働いたために、そこから山口の国（＝周防）に逃亡した。 | 」 |

山口についた日乗は毛利氏に気に入られ、小さな僧院を建立した。建立の資金は、かつての遍歴中、唐物の金襴の布着れを「天皇からたまわった天皇自身の衣服だ」と偽って販売して得たものだったという。
天文年間末頃（1554～1555年）、日乗は京にのぼった。日乗は莫大な財産を保有しており、公家を通じて後奈良天皇の信任を得た。
永禄10年（1567年）、日乗は三好三人衆と争っていた松永久秀を支援し、毛利氏からの書状を久秀に届けようとして三好方の間諜に捕まった。三好家臣・篠原長房は日乗を堺に監禁した。首に鎖をつけ、両袖に1本の長い木を通し、手首をその木に縛り付けて磔のような格好にし、与えられる食事もわずか、という状態で100日以上も過ごさせたという。だが日乗はこの状態にありながら弁舌をもって周囲の人を動かし、法華経8巻を入手して近隣の人々に読み聞かせ、施しを得ていた。
永禄11年（1568年）4月、日乗は正親町天皇の勅命によって解放された。日乗は4月16日に参内して朝廷に物を献上したという。7月10日には近衛前久邸で法華経の講釈をしている。9月には足利義昭を奉じて織田信長が上洛し、これ以降日乗は信長と朝廷の間を取り持つことで権勢を拡大していく。
永禄12年（1569年）1月、征夷大将軍となった足利義昭は、毛利元就と大友宗麟を和睦させようとし、松永久秀もこの動きに協力する。日乗は久秀の使者として吉川元春の元に赴いている。この春、信長によって皇居の修理を命じられ、村井貞勝が副奉行としてその補佐役となった。フロイスによれば日乗はこの頃から「すでにあらゆる諸貴人に知られていた」という。7月頃には伊勢国に一千石の所領を与えられている。

### 永禄12年の宗論
4月19日、日乗は信長にキリスト教宣教師の追放を進言した。だがこれに先立つ4月8日、信長はすでに宣教師に滞在と布教を許可した朱印状を与えており、却下された。
4月20日、日乗は、信長を訪ねてきたルイス・フロイスおよびロレンソ了斎にキリスト教の教えについて訪ね、信長の面前で宗論となった。日乗は1時間半ほど教えについて質問を重ねていたが、途中で怒って刀を抜こうとし、取り押さえられた。この宗論の中でロレンソは、日乗が比叡山で心海上人という人物に教えを受けていた事について尋ねており、日乗もこれを肯定している。また、宗論では信長もロレンソにいくつかの質問をしている。翌4月21日、日乗は岐阜に帰ろうとする信長に再び宣教師の追放を進言したが、これも却下された。
ただし、この宗論についての記述は宣教師側の記録にしか残っておらず、またフロイスの記述でも書簡と『フロイス日本史』では大きく記述が異なる。また安土宗論など他の宗論に敗北した僧侶が何らかの罰を受けるのに対し、日乗はこの後も信長に重用され続けている。またこの後、日乗は朝廷に訴え出て、伴天連追放の綸旨を獲得している。このため松田毅一のように宗論の内容に否定的な意見を持つ研究者も存在する。
また、摂津三守護の一人、和田惟政は洗礼は受けていないものの非常に熱心にキリスト教を保護した人物であり、フロイスが織田信長と会見するときに仲介役を務めたり、内裏が伴天連追放の綸旨を出すとそれを撤回させようとした。その惟政は信長の勘気を被り蟄居を命じられたことがあったが、フロイスはこれを日乗による讒言としている。

### 晩年
1570年（元亀元年）12月1日のルイス・フロイス書簡では、日乗が訴えられたために信長が激怒して禁裏修理の役職を解任、閑職に追いやられたという記述がある。これを受けて、日乗が信長側近から追放されたという解釈が広く行われている。松田毅一は天正元年頃に信長の寵を失って失脚したのではないかと推測している。『言継卿記』永禄一三年三月二十一日条では、日乗が信長の勘気を被ったという記載があるため、この頃に日乗が信長の怒りに触れたことは事実と見られている。ただし諸資料上で信長側近としての日乗の活動がなくなったわけではなく、禁裏修理についても継続して行っている。
天正元年（1573年）、信長は足利義昭に誓詞を送っているが、このときの使者の一人が日乗であった。9月には毛利氏への使者となっている。12月25日には宇津頼重に占領された禁裏御料丹波国山国荘に入ったが、宇津氏の占領を解くことはできなかった。
荻野三七彦は『御湯殿上日記』天正三年三月二十五日条の記載「信長より日乗きようてうをしよくするほとに、てんさいといふへきと申入候」から、この頃に日乗が信長側近から追放されたと推測しているが、『宣教卿記』同日条では日乗上人の名を「典済」と改めるべきであると信長が述べたという事となっている。また『言経卿記』天正四年正月五日条では日乗を指して「典斎」と表記されている。これ以降公家の日記や『御湯殿上日記』では変わらず日乗の名が用いられているが、それまで用いられていた「上人」の号が用いられていないため、松本和也は「上人」号が問題となったのではないかと推測している。
また天正3年3月28日には、二条昭実に信長の養女が嫁いでいるが、この際の警固役として日乗の名が見える。『宣教卿記』天正三年七月二十日条には「日乗三位」という記述があり、これより前の時期に日乗が「三位法印」となったことを示している。三浦周行によれば日乗の終見記事は『言継卿記』天正四年二月二十六日条であり、山科言継のところに日乗の使者が信長の安土城到着を伝えたというものである。
1578年4月8日（天正6年3月2日）のグネッキ・ソルディ・オルガンティノ書簡では日乗が死去したことが伝えられており、この頃没したと見られる。『朝山家系図』では、日乗の没年月日を天正5年（1577年）9月15日としている。
子の朝山久綱は天正2年に従五位下・宮内少輔に任官し、その子孫は九条家諸大夫として続いた。儒学者の朝山意林庵は久綱の子であり、日乗の孫にあたる。
大正4年（1915年）、「朝山日乗」として正五位を追贈された。

## 人物
- 元亀年間頃、安国寺恵瓊は毛利氏と織田家の外交でしばしば日乗と接触を持ち、外交の成功を「今度の調いも、全てかの仁（日乗）の馳走にて候」と称賛している。また「異見は周公旦・太公望」のようである」とも評している[23]。
- 僧の身でありながら兵として殺戮を行う、私物の出所を偽って高額で売却する、宗論中に激怒し刀を抜くなど、精神面で難のある人物と評される[要出典]。
- 一貫して宣教師と敵対したため、「日本のアンチキリスト」「庶民の欺瞞者」「肉体に宿りたるルシフェル」などとフロイスは『耶蘇通信』で日乗を評した。一方で弁舌に長けていた人物であるとみなされており、フロイスは古代ギリシアの雄弁家デモステネスになぞらえている[24]。

## 登場作品
NHK大河ドラマ
- 国盗り物語（1973年） - 演：鈴木昭生
- 信長 KING OF ZIPANGU（1992年） - 演：内田勝正